# 中村 (紐約)
中村（英語：Middle Village）是美國紐約市皇后區的一個居民區。

## 歷史
在大約18世紀和19世紀的時候，中村是瞻博沼澤（Juniper Swamp）的所在地。美國獨立戰爭期間，沼澤成為美國士兵躲避英國士兵的地方。1915年時，沼澤被填平。

## 公園
中村內主要的公園是瞻博谷公園，包含了各種運動設施，為皇后區最受歡迎的公園之一。

## 其他問題
中村的下水道問題已存在數十年，其下水道年久失修，每當下暴雨之時汙水就會溢出，令居民十分困惱，中村因此有「皇后區最骯髒的社區」之稱。紐約市設計與建築局正進行中村的下水道改造工程。

## 著名人物
著名的現任和前任中村居民包括：
- 妮可·巴斯（英语：Nicole Bass）（1964年-2017年）——職業女性健美運動員
- 威廉·N·康拉德（英语：William N. Conrad）（1889年-1968年）——紐約州參議院的政治家
- Donna DeCunzo-Taddeo——eDiets.com（英语：eDiets.com）的創作人、Voodoo Tiki的總裁、Zoom Suit（英语：Zoom Suit）的製作人
- 海曼·戈爾登（英语：Hyman Golden）（1923年-2008年）——Snapple（英语：Snapple）飲品公司的聯同創辦人
- 文森·皮亞薩（1976年出世）——電影、電視劇和舞台劇演員，他最出名是演出電視劇《酒私風雲》、2007年電影《火箭科學（英语：Rocket Science (film)）》，以及電影《澤西男孩》中飾演托米·德維托（英语：Tommy DeVito (musician)）[6]
- 邁克·雷坡爾（英语：Mike Repole）——Vitamin Water（英语：Vitamin Water）的總裁/創作人

## 外部連結
- 中村的歷史（页面存档备份，存于）（英文）